# Itana Grbić
Itana Grbić (* 1. September 1996 in Podgorica, BR Jugoslawien) ist eine montenegrinische Handballspielerin, die für die montenegrinische Nationalmannschaft aufläuft.

## Karriere

### Im Verein
Grbić spielte bis zum Jahr 2013 im Jugendbereich des montenegrinischen Vereins ŽRK Budućnost Podgorica. In der Saison 2013/14 lief die Rückraumspielerin im Erwachsenenbereich für den montenegrinischen Erstligisten ŽRK Danilovgrad auf. Mit Danilovgrad nahm sie auf europäischer Ebene am EHF Challenge Cup teil und erreichte auf nationaler Ebene das Pokalfinale. Anschließend schloss sie sich dem mazedonischen Erstligisten ŽRK Vardar SCBT an. Mit Vardar gewann sie 2015 und 2016 die mazedonische Meisterschaft, 2015 und 2016 den mazedonischen Pokal und belegte den dritten Platz in der EHF Champions League 2015/16. Im Sommer 2016 kehrte Grbić wieder zum ŽRK Budućnost Podgorica zurück. Mit Budućnost gewann sie 2017, 2018 und 2019 das nationale Double.
Grbić lief in der Saison 2019/20 für den rumänischen Erstligisten CSM Bukarest auf, mit dem sie den rumänischen Pokal gewann. Daraufhin kehrte Grbić erneut zum ŽRK Budućnost Podgorica zurück, mit dem sie 2021 das nationale Double gewann.  Im Sommer 2021 wurde Grbić vom ungarischen Erstligisten Ferencváros Budapest verpflichtet, mit dem sie 2022 den ungarischen Pokal gewann. In der Saison 2022/23 lief sie für den französischen Erstligisten Brest Bretagne Handball auf. Anschließend schloss sie sich dem slowenischen Spitzenverein Rokometni Klub Krim an. Mit Krim gewann sie 2024 und 2025 die slowenische Meisterschaft sowie 2025 den slowenischen Pokal. Im Sommer 2025 wird sie wiederum zum ŽRK Budućnost Podgorica zurückkehren.

### In Auswahlmannschaften
Grbić lief anfangs für die montenegrinische Jugend- sowie für die Juniorinnennationalmannschaft auf. Mit diesen Auswahlmannschaften nahm sie an der U-17-Europameisterschaft 2013, an der U-18-Weltmeisterschaft 2014 und an der U-19-Europameisterschaft 2015 teil. Bei der U-18-Weltmeisterschaft 2014 wurde sie in das All-Star-Team berufen. Mittlerweile gehört sie dem Kader der montenegrinischen Nationalmannschaft an. Mit Montenegro nahm sie an der Weltmeisterschaft 2015, an der Europameisterschaft 2016, an der Weltmeisterschaft 2017, an der Europameisterschaft 2018, an der Weltmeisterschaft 2019, an der Europameisterschaft 2020 sowie an den Olympischen Spielen 2020 in Tokio, an der Europameisterschaft 2022 sowie an der Weltmeisterschaft 2023 teil. Bei der EM 2022 gewann sie mit Montenegro die Bronzemedaille. Im Turnierverlauf erzielte Grbić 30 Treffer. Weiterhin gewann sie die Silbermedaille bei den Mittelmeerspielen 2018.

## Sonstiges
Ihr Bruder Petar Grbić läuft für die montenegrinische Fußballnationalmannschaft auf.